# Кребсбах (приток Шварцбаха)
Кребсбах (нем. Krebsbach) — река в Германии, протекает по земле Баден-Вюртемберг, в регионе Крайхгау. Левый приток Шварцбаха.
Кребсбах берёт начало северо-западнее города Бад-Раппенау. Течёт на запад. На реке расположен город Неккарбишофсхайм. Впадает в Шварцбах в городе Вайбштадт. Длина реки — составляет 12,7 км, площадь водосборного бассейна — 34,917 км². Высота истока составляет 278 м, высота устья — 165 м.